# Rubén Darío Vega Arias
Rubén Darío Vega Arias, né le 10 mai 1960, est un homme politique espagnol membre de Vox.

## Biographie
Lors des élections générales anticipées du 10 novembre 2019, il est élu au Congrès des députés pour la XIVe législature.